# Augusto Tretti
Augusto Tretti (Verona, 19 giugno 1924 – Verona, 7 giugno 2013) è stato un regista, sceneggiatore e attore italiano.

## Biografia
Arruolato da poche settimane, s'imbatte nell'8 settembre presso una caserma di Verona, dove verrà catturato dalle truppe tedesche. Fugge ed entra nella Resistenza nella zona del Garda. Frequenta la facoltà di giurisprudenza, ma l'ambiente universitario si rivela estraneo alla sua indole e durante quegli anni inizia la sua carriera di cineasta, realizzando brevi cortometraggi "anti-religiosi", andati perduti.
Intenzionato a perseguire la carriera di regista, si trasferisce a Roma a metà degli anni cinquanta, dove frequenta gli ambienti culturali della capitale, che in quel periodo vedevano la presenza di nomi molto noti del cinema italiano, quali Ennio Flaiano, Federico Fellini e Michelangelo Antonioni. Notato da Federico Fellini, verrà da questi chiamato a collaborare al suo film Il bidone, che fu considerato un flop commerciale.

## Filmografia
- La legge della tromba (1962)
- Il potere (1971)
- Alcool - documentario (1980)
- Mediatori e carrozze - cortometraggio documentaristico (1985)